# バス郡 (バージニア州)
バス郡（英: Bath County）は、アメリカ合衆国バージニア州の中央部北西に位置する郡である。2010年国勢調査での人口は4,731人であり、2000年の5,048人から6.3%減少した。郡庁所在地は国勢調査指定地域のウォームスプリングス（人口123人）であり、同郡に法人化された町は無い。郡内には揚水型水力発電所であるバス郡ポンプド・ストレージ・ステーションがある。ホットスプリングスの町にある豪華な山岳リゾート「ザ・ホームステッド」が、郡内の主要雇用主である。このリゾート地はジェファーソン・プールなど地域にある自然温水鉱泉の周辺に成長してきた。
教育者のC・E・バードは1859年にバス郡で生まれた。

## 歴史
バス郡は1790年12月14日に、オーガスタ郡、ボトトート郡、および現在はウェストバージニア州のグリーンブライア郡からそれぞれ一部を合わせて設立された。郡名はイングランドのリゾート町バス市から採られた。
郡内にはホットスプリングス、ウォームスプリングス、ミルボロ、マウンテングローブなど多くの村がある。ホットスプリングスとウォームスプリングスが良く知られた村である。どちらも癒し効果のある泉があり、1700年代から観光客を呼んできた。バス郡はバージニア州西部の州境中央に位置し、広さは540平方マイル (1,400 km2) ある。領域の89%が国有林、6%が州立公園である。自然管理委員会が重要な森林生態系の広さ9,000エーカー (36 km2) を所有している。郡内に交通信号が無いことでは州内でも数少ない郡の1つである（他にシャーロット郡とマシューズ郡が該当）。

## 地理
アメリカ合衆国国勢調査局に拠れば、郡域全面積は535平方マイル (1,385.6 km2)であり、このうち陸地532平方マイル (1,377.9 km2)、水域は3平方マイル (7.8 km2)で水域率は0.51%である。

### 主要高規格道路
- アメリカ国道220号線
- バージニア州道39号線
- バージニア州道42号線

### 隣接する郡
- ハイランド郡 - 北
- オーガスタ郡 - 北東
- ロックブリッジ郡 - 東
- アリゲイニー郡 - 南
- グリーンブライア郡 (ウェストバージニア州) - 南西
- ポカホンタス郡 (ウェストバージニア州) - 西

### 国立保護地域
- ジョージ・ワシントン国立の森（部分）
- アメリカ合衆国電波停止地帯（部分）

## 人口動態
以下は2000年国勢調査による人口統計データである。
| 基礎データ - 人口: 5,048人 - 世帯数: 2,053 世帯 - 家族数: 1,451 家族 - 人口密度: 4人/km2（10人/mi2） - 住居数: 2,896軒 - 住居密度: 2軒/km2（5軒/mi2） 人種別人口構成 - 白人: 92.29% - アフリカン・アメリカン: 6.28% - ネイティブ・アメリカン: 0.22% - アジア人: 0.38% - 太平洋諸島系: 0.06% - その他の人種: 0.10% - 混血: 0.67% - ヒスパニック・ラテン系: 0.36% 年齢別人口構成 - 18歳未満: 21.0% - 18-24歳: 5.5% - 25-44歳: 28.2% - 45-64歳: 28.5% - 65歳以上: 16.7% - 年齢の中央値: 42歳 - 性比（女性100人あたり男性の人口） - 総人口: 100.6 - 18歳以上: 99.2 | 世帯と家族（対世帯数） - 18歳未満の子供がいる: 28.0% - 結婚・同居している夫婦: 58.6% - 未婚・離婚・死別女性が世帯主: 7.8% - 非家族世帯: 29.3% - 単身世帯: 26.3% - 65歳以上の老人1人暮らし: 12.1% - 平均構成人数 - 世帯: 2.34人 - 家族: 2.80人 収入と家計 - 収入の中央値 - 世帯: 35,013米ドル - 家族: 41,276米ドル - 性別 - 男性: 30,238米ドル - 女性: 21,974米ドル - 人口1人あたり収入: 23,092米ドル - 貧困線以下 - 対人口: 7.8% - 対家族数: 5.8% - 18歳未満: 5.4% - 65歳以上: 12.9% |

## 未編入の町
| - アームストロング - アシュウッド - バコバ - バコバジャンクション - バスアラム - ボラー - バーンズビル - カールーバー - チムニーラン | - クラウダータウン - フォートルイス - グリーンバレー - ヒーリングスプリングス - ホットスプリングス - マックラング - ミルボロ - ミルボロスプリングス - ミッチェルタウン | - マウンテングローブ - サンライズ - スウィッチバック - トマスタウン - ティンカータウン - ウォームスプリングス - 郡庁所在地 - ウェストウォームスプリングス - ウィリアムズビル - ヨスト |

## 教育
郡内には2つの小学校（幼稚園前から7年生）と1つの高校（8年生から12年生）がある。現在は約650人の児童生徒を受け入れているが、人口減少と高齢化に苦しんでいる。